# Richard Parry
Richard „Rick“ Parry (* 2. November 1987 in Kauri, Neuseeland) ist ein neuseeländischer Eishockeytorwart, der seit 2019 erneut beim Botany Swarm in der New Zealand Ice Hockey League unter Vertrag steht.

## Karriere

### Club
Richard Parry begann seine Karriere als Eishockeyspieler beim South Auckland Sworm, für den er in der Saison 2005 sein Debüt in der New Zealand Ice Hockey League gab. Später spielte er für die West Auckland Admirals und Dunedin Thunder, für den er vier Spielzeiten aktiv war, in derselben Liga. 2012 wechselte er in die dritte französische Liga zum Hockey Club de Cergy-Pontoise. Nach einem Jahr in Frankreich, kehrte er im Sommer auf die Südhalbkugel zurück, wo er zunächst bei Adelaide Adrenaline in der Australian Ice Hockey League im Tor stand. Von 2014 bis 2018 spielte er erneut für die West Auckland Admirals, mit denen er 2018 neuseeländischer Meister wurde, in der neuseeländischen Liga. 2019 wechselte er zu seinem Stammverein in den Süden der Stadt zurück, der sich inzwischen Botany Swarm nennt.

### Nationalmannschaft
Parry spielte im Juniorenbereich für Neuseeland bei der U18-Weltmeisterschaft 2005 in der Division III und der U20-Weltmeisterschaft 2006 in der Division II.
Für die Herren-Auswahl spielte er bei den Weltmeisterschaften der Division II 2008, 2010, 2011, 2013, 2015, 2016, als er zum besten Spieler seiner Mannschaft gewählt wurde, 2017, als er zum besten Torhüter des Turniers gewählt wurde, und 2019 sowie der Division III 2009. Dabei erreichte er bei den Turnieren 2009, 2011 und 2017 jeweils sowohl die beste Fangquote als auch die geringste Zahl an Gegentoren pro Spiel und 2019 die beste Fangquote. 2015 wies er die zweitbeste und 2013 und 2016 die drittbeste Fangquote des Turniers auf. 2019 erreichte er den zweitbesten Gegentorschnitt nach dem Isländer Dennis Hedström.

## Erfolge und Auszeichnungen
- 2009 Aufstieg in die Division II bei der Weltmeisterschaft der Division III
- 2009 Beste Fangquote und geringster Gegentorschnitt bei der Weltmeisterschaft der Division III
- 2011 Beste Fangquote und geringster Gegentorschnitt bei der Weltmeisterschaft der Division II, Gruppe A
- 2017 Bester Torhüter, beste Fangquote und geringster Gegentorschnitt der Weltmeisterschaft der Division II, Gruppe B
- 2018 Neuseeländischer Meister mit den West Auckland Admirals
- 2019 Beste Fangquote bei der Weltmeisterschaft der Division II, Gruppe B